# Église Saint-Fructueux d'Itxassou
L'église Saint-Fructueux est l'église du village d'Itxassou dans le Pays basque français (Pyrénées-Atlantiques). Dédiée à saint Fructueux, elle dépend pour le culte du diocèse de Bayonne et de la paroisse Saint-Michel-Garicoïts. Située dans un remarquable paysage de montagnes, elle domine la vallée de la Nive sur la route du Pas de Roland.

## Histoire et description

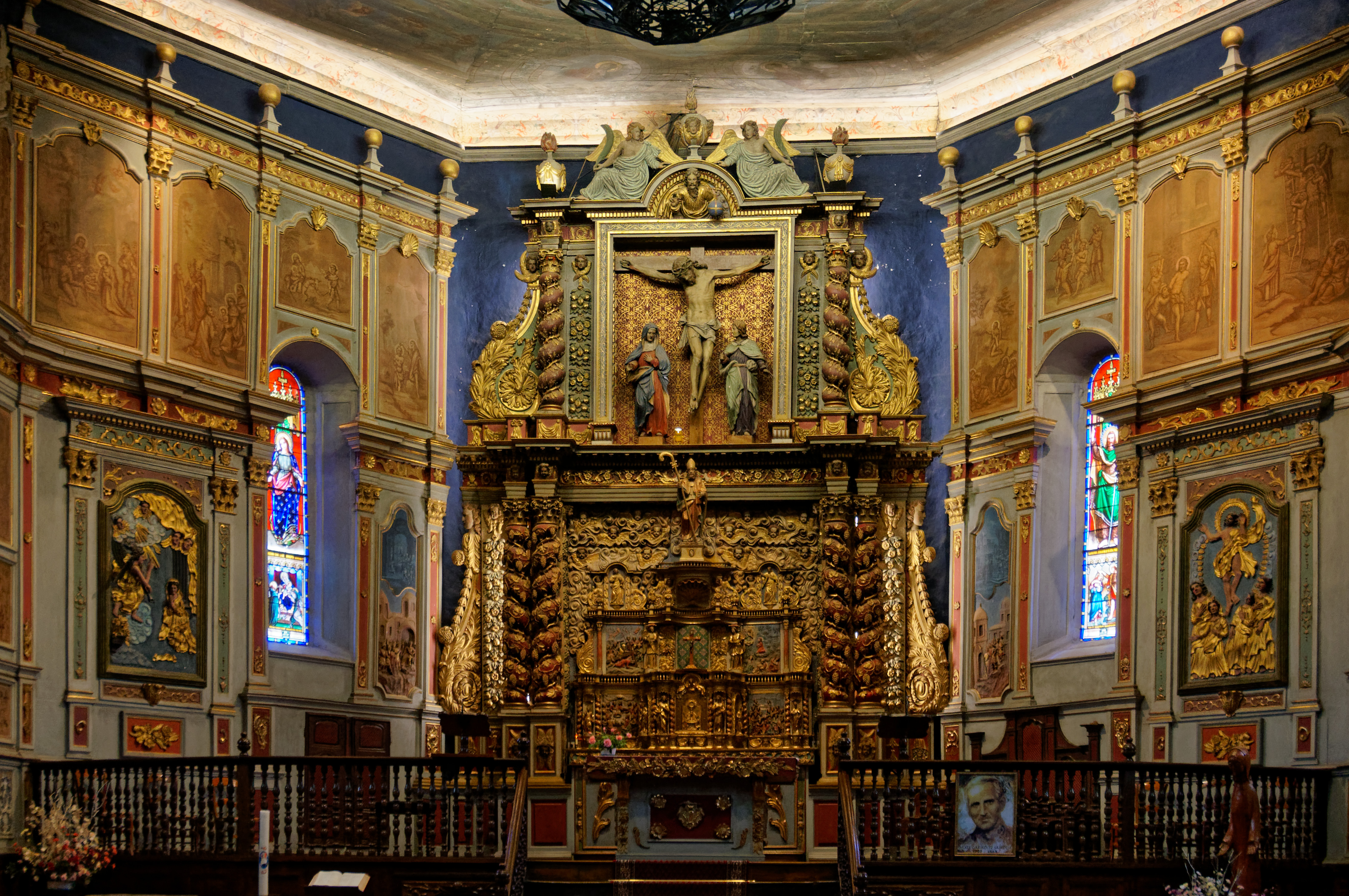
Retable et maître-autel.

Cette église est typique des églises du Labourd, sobre à l'extérieur et sans transept et richement décorée à l'intérieur avec un retable baroque de bois doré et des galeries de bois sur trois côtés à trois étages. Jusqu'au début des années 1970, elles étaient uniquement réservées aux hommes, la nef étant réservée aux femmes et aux enfants. Le retable d'une incroyable finesse est surmonté d'une Crucifixion et flanqué de rinceaux. Il est richement sculpté de pampres avec des colonnes torsadées et des statuettes, et au milieu la statue de saint Fructueux tenant sa crosse. Les parois du chœur sont revêtues de boiseries polychromes.
L'église est bâtie au XVIIe siècle, remplaçant une église plus ancienne. Elle est orientée sud-ouest/nord-est et mesure 38 mètres de longueur pour 15 mètres de largeur. Son clocher carré surmonté d'un petit clocheton s'élève à 20 mètres.
Outre le retable avec ses statues, divers objets sont classés aux monuments historiques, comme la chaire remarquablement peinte et sculptée, une statue de sainte Catherine du XVIIe siècle, un tableau de saint François d'Assise du XVIIe siècle, une pierre tombale de 1719, etc.
Elle est inscrite dans sa totalité en 2014 aux monuments historiques.

## Géographie
L'église Saint-Fructueux d'Itxassou se situe sur la commune d'Itxassou, dans le département des Pyrénées-Atlantiques, en  région Nouvelle-Aquitaine